# Philip Cook (general)
Philip Cook (31 de julho de 1817 - 21 de maio de 1894) foi um general do Exército dos Estados Confederados na Guerra Civil Americana.

## Biografia
Cook nasceu no condado de Twiggs, Geórgia. Seus pais tinham se mudado da Virgínia para a Geórgia. Serviu com o Exército dos Estados Unidos nas Guerras Seminole, servindo na Flórida. Depois de estudar na Universidade de Oglethorpe, ele se formou na faculdade de direito da Universidade da Virgínia em 1841. Posteriormente, viveu no Condado de Macon, Geórgia, onde atuou como advogado.
Phillip Cook morreu em Atlanta em 21 de maio de 1894. Cook County, Georgia, é nomeado em sua homenagem.